# Asplenium schwackei
Asplenium schwackei är en svartbräkenväxtart som beskrevs av Christ. Asplenium schwackei ingår i släktet Asplenium och familjen Aspleniaceae. Inga underarter finns listade.